# Nahuel Ferraresi
Nahuel Adolfo Ferraresi Hernández (ur. 19 listopada 1998 w San Cristóbal) – wenezuelski piłkarz pochodzenia argentyńskiego i włoskiego występujący na pozycji środkowego obrońcy, reprezentant Wenezueli, od 2022 roku zawodnik brazylijskiego São Paulo.
Jego ojciec, Argentyńczyk Adolfo Ferraresi, również był piłkarzem.